# Hellen Tenorio
Hellen Tenorio (* 14. August 2004) ist eine kolumbianische Leichtathletin, die sich auf den Hochsprung spezialisiert hat. 2025 wurde sie in Mar del Plata Südamerikameisterin.

## Sportliche Laufbahn
Erste internationale Erfahrungen sammelte Hellen Tenorio im Jahr 2021, als sie bei den U18-Südamerikameisterschaften in Encarnación mit übersprungenen 1,63 m den vierten Platz belegte. 2023 siegte sie mit 1,80 m bei den U20-Südamerikameisterschaften in Bogotá und im Jahr darauf belegte sie bei den U23-Südamerikameisterschaften in Bucaramanga mit 1,75 m den vierten Platz. 2025 siegte sie dann mit einer Höhe von 1,81 m bei den Südamerikameisterschaften in Mar del Plata.